# Iginio Straffi
Iginio Straffi (Gualdo, Provincia de Macerata, Italia, 30 de mayo de 1965) es el fundador de Rainbow S.r.l., además de ser el creador de Winx Club, Huntik y 44 gatos. Straffi también produjo Club 57, una coproducción entre Rainbow y Nickelodeon.

## Biografía
Comenzó su carrera profesional en el campo de las historietas, primero en la editora Comics Arts y luego en Sergio Bonelli Editore, donde trabajó sobre todo en la serie de Nick Raider. A los 27 años, se mudó a Francia para trabajar en la producción de guiones gráficos y dirigió varias películas animadas de televisión y largometrajes.
Regresó a Italia en 1995, cuando fundó el estudio de animación Rainbow S.r.l., ofreciendo inicialmente servicios para otros estudios. Con el tiempo, la producción de su primer producto original, Tommy y Oscar, en 1996, y la serie de televisión más tarde en 1999. Su creación más exitosa, Winx Club, debutó en 2004 y se convirtió en un éxito en todo el mundo. Ahora es transmitido en más de 130 países, incluyendo Europa, Estados Unidos y la mayor parte de Asia. Además de su sede central cerca de Loreto, Rainbow Srl tiene ahora oficinas en Roma (Rainbow CGI) y Singapur.